# Sedlo (České středohoří)
Sedlo är ett berg i Tjeckien. Det ligger i den nordvästra delen av landet, 60 km norr om huvudstaden Prag. Toppen på Sedlo är 726 meter över havet. Sedlo ingår i České Středohoří.
Terrängen runt Sedlo är kuperad norrut, men söderut är den platt. Sedlo är den högsta punkten i trakten. Runt Sedlo är det ganska glesbefolkat, med 35 invånare per kvadratkilometer. Närmaste större samhälle är Ústí nad Labem, 18,0 km väster om Sedlo. Trakten runt Sedlo består till största delen av jordbruksmark.